# Sleepwalking (film)
Sleepwalking is een Amerikaanse dramafilm en het regiedebuut van Bill Maher (geen familie van de gelijknamige komiek). Deze werd op het Sundance Film Festival van 22 januari 2008 voor het eerst vertoond. De film kwam later dat jaar in Nederland direct op dvd uit.

## Verhaal
Joleen 'Jo-Jo' Reedy (Charlize Theron) is de alleenstaande moeder van de elfjarige Tara (AnnaSophia Robb). Dit leven gaat haar niet best af. Ze is regelmatig high, scharrelt wat aan met mannen en heeft zelden een cent te makken. Niettemin is ze Tara's alles.
De twee raken dakloos wanneer in de tuin van Joleens meest recente vriend Warren Bergen een marihuanaveld wordt aangetroffen. Daarop trekken ze in bij Joleens broer James (Nick Stahl). Hij is goed van wil, doch traag van begrip en slaapwandelt een beetje door zijn leven heen. Zodoende leeft ook hij in armoede en kan hij met zijn baantje als hulpje in de bouw maar net zijn huur opbrengen. Tijdens een nuchter moment beseft Joleen dat ze een puinhoop van haar leven maakt. De volgende morgen is ze spoorloos verdwenen. Ze laat een brief aan Tara achter dat ze voor haar verjaardag terug is, maar veel geloof wordt hier door niemand aan gehecht.
Tara wil in eerste instantie niet veel van James weten, maar hij doet zijn best voor haar te zorgen. Hij moet alleen ook werken en dat samen is eigenlijk te veel hooi op zijn vork. Wanneer hij voor de zoveelste keer te laat op zijn werk komt omdat hij zich heeft verslapen, krijgt hij zijn ontslag. Hierdoor kan James de huur niet meer betalen en wordt hij met Tara uit huis gezet. De politie haalt samen met de kinderbescherming Tara op en brengt haar onder in een weeshuis.
Terwijl James logeert bij zijn voormalig collega Randall (Woody Harrelson), mist hij Tara. Zij is tegelijkertijd doodongelukkig in het weeshuis en wil terug naar James. Daarom gaan ze er samen vandoor in Joleens achtergelaten auto. Ze noemen elkaar Nicole en Dad om hun identiteit te verhullen, aangezien het onwettig is wat ze doen. In realiteit ontstaat er gaandeweg ook een steeds hechtere vader-dochter relatie tussen de twee. Tara ziet op een elektronisch bord langs de weg wel dat er een Amber Alert is uitgevaardigd om haar te vinden.
James neemt Tara mee naar de boerderij waar zijn vader (Dennis Hopper) woont en zelden iemand in de buurt komt. Hij is een autoritaire bullebak die zijn beide kinderen mislukkelingen vindt, maar neemt James en Tara in huis. Hun verblijf is niet gratis, want vanaf de volgende morgen blijken ze van 's morgens vroeg tot 's avonds laat hard te moeten werken op de boerderij. Het verbale geweld is tevens niet van de lucht. James laat het allemaal over zich heenkomen, zoals hij zijn hele leven al doet. Wanneer hij besluit dat het genoeg is geweest en hij met Tara verder wil, vraagt hij zijn vader om wat geld. Hij vindt dat ze dat inmiddels wel verdiend hebben. Zijn vader blijkt alleen al die tijd te hebben geweten dat het meisje dat hij bij heeft niet zijn dochter 'Nicole' is, maar de gezochte Tara. Hij geeft hem daarom geen cent en dreigt hem aan te geven wanneer hij niet netjes hard door blijkt werken.
James wil Tara verlossen van zijn vaders chantage, maar weet niet hoe. Op het moment dat zijn vader Tara herhaaldelijk slaat omdat ze in zijn ogen haar werk niet goed genoeg doet, knapt er echter iets in hem. In een vlaag van woede bestormt James zijn vader met een schop en slaat hem met meerdere klappen dood. De aaneenschakeling van recente gebeurtenissen vormen daarop een openbaring voor James, die na zijn ultieme bescherming van Tara voor het eerst het gevoel heeft 'wakker' te zijn. Daarom belt hij rechercheur Wall (Mathew St. Patrick) op om te vertellen wat er is gebeurd. Joleen is inmiddels teruggekeerd en Wall vertelt James dit. Ze spreken af dat James Tara terugbrengt en dat Wall dan kijkt wat hij voor hem kan betekenen. Een tijd later komt Tara inderdaad de parkeerplaats van het politiebureau opgelopen, richting haar moeder. Ze is alleen, want James is buiten het zicht van de politie verder gereden op weg naar zijn nieuwe leven.

## Rolverdeling
| Acteur              | Personage    |
| ------------------- | ------------ |
| AnnaSophia Robb     | Tara         |
| Charlize Theron     | Joleen       |
| Nick Stahl          | James        |
| Dennis Hopper       | Meneer Reedy |
| Woody Harrelson     | Randall      |
| Callum Keith Rennie | Will         |
| Troy Skog           | Warren       |